# Сомалија на Светском првенству у атлетици на отвореном 2013.
Сомалија је учествовала на Светском првенству у атлетици на отвореном 2013. одржаном у Москви од 10. до 18. августа дванаести пут. Репрезентацију Сомалије представљао је један такмичар који се такмичио у трци на 1.500 метара.,
На овом првенству Сомалија није освојила ниједну медаљу. Није било нових националних рекорда, нити других рекорда.

## Учесници
Мушкарци:
- Омар Мохамед Абди — 1.500 м

## Резултати

### Мушкарци
| Атлетичар         | Дисциплина | Лични рекорд | Квалификације | Квалификације | Полуфинале           | Полуфинале           | Финале               | Финале       | Детаљи |
| Атлетичар         | Дисциплина | Лични рекорд | Резултат      | Место         | Резултат             | Место                | Резултат             | Место        | Детаљи |
| ----------------- | ---------- | ------------ | ------------- | ------------- | -------------------- | -------------------- | -------------------- | ------------ | ------ |
| Омар Мохамед Абди | 1.500 м    | 3:46,32      | 4:00,00       | 13. гр 2      | Није се квалификовао | Није се квалификовао | Није се квалификовао | 34 / 37 (38) |        |